# Isekai
Isekai (Japans: 異世界, andere wereld) is een subgenre van Japanse light novels, manga, anime en computerspellen waarin een normaal personage uit de echte wereld wordt getransporteerd of herboren in een ander tijdperk, parallel universum, fantasiewereld of virtuele wereld. In de "reverse-isekai" vinden personen uit andere werelden, tijdperken of universums hun weg naar de onze.

## Beschrijving
Het concept vindt zijn oorsprong in de oude Japanse literatuur, met name het verhaal van Urashima Tarō, een algemeen bekend volksverhaal in Japan waarmee schrijvers van isekai zijn opgegroeid. Het gaat over de visser Urashima Tarō die een schildpad redt, en in ruil voor zijn goede daad naar een magisch onderwaterrijk wordt gestuurd. Nadat hij daar 4-5 dagen doorbrengt krijgt hij heimwee, en keert hij terug naar huis. Wanneer hij terugkeert naar zijn dorp komt hij er echter achter dat hij meer dan 300 jaar in het koninkrijk heeft doorgebracht in plaats van een paar dagen. Het volksverhaal werd in 1918 aangepast tot een van de eerste anime-films, Seitaro Kitayama's Urashima Tarō. De eerste Isekai animeserie is Aura Battler Dunbine uit 1983.
Het idee om de hoofdpersoon naar een andere wereld te transporteren is niet iets wat alleen in Japanse media wordt gevonden. Andere verhalen met een soortgelijke opzet uit de Engelse en Amerikaanse literatuur zijn onder meer Peter Pan, De kronieken van Narnia, Het oneindige verhaal en De tovenaar van Oz. Deze verhalen vallen onder wat Engelstaligen Portal Fantasy noemen.
Het nieuwe universum kan een geheel verschillende buitenaardse wereld zijn, maar de protagonist kan ook al bekend zijn met deze parallelle wereld. Ook de manier waarop de hoofdfiguur in deze wereld komt verschilt per verhaal; er kan sprake zijn van reïncarnatie of teleportatie, maar ook dat een virtuele wereld werkelijkheid wordt. Er zijn series zoals Kono Subarashii Sekai ni Shukufuku en Re:Zero kara Hajimeru Isekai Seikatsu die invloeden lenen uit computerrollenspellen, zoals klassen, levels, het ontgrendelen van vaardigheden of een nieuw begin na de dood.
Kritiek op het isekai-genre is dat er vaak een gebrek aan ideeën, vindingrijkheid en creativiteit is. Elementen worden herhaald en de nadruk ligt op fanservice en verkoopcijfers, in plaats van op kwaliteit en innovatie.

## Bekende werken

### Anime
- Aura Battler Dunbine (1983-1984)
- Mashin Hero Wataru (1988-1989)
- NG Knight Ramune & 40 (1990-1991)
- Magic Knight Rayearth (1994–1997)
- El-Hazard (1995-1996)
- Fushigi Yûgi (1995-1996)
- VS Knight Ramune & 40 Fire (1996-1997)
- Digimon Adventure (1999)
- Spirited Away (2001)
- The Twelve Kingdoms (2002–2003)
- .hack (2002)
- Kyo Kara Maoh! (2004–2009)
- The Wings of Rean (2005-2006)
- Brave Story (2006)
- InuYasha (2009-2010)
- Sword Art Online (2012–heden)
- Log Horizon (2013–heden)
- World Trigger (2014–2017)
- No Game No Life (2014)
- The Boy and the Beast (2015)
- Gate (2015–2016)
- Re:Zero kara Hajimeru Isekai Seikatsu (2016)
- KonoSuba (2016–2017)
- Pop in Q (2016)
- Drifters (2016–2017)
- Knight's & Magic (2017)
- Restaurant to Another World (2017)
- Saga of Tanya the Evil (2017)
- Isekai Cheat Magician (2019)

### Stripboeken
- Fushigi Yûgi (1992-1996)
- Re:Zero kara Hajimeru Isekai Seikatsu (2016–2019)
- KonoSuba (2016–2019)
- The Rising of the Shield Hero (2019)
- The Devil Is a Part-Timer! (2013)
- That Time I Got Reincarnated as a Slime (2018–2019)
- Overlord (2015–2017)
- No Game No Life (2014)
- Dog Days (2011–2015)
- Mondaiji (2013)
- Kono Yūsha ga Ore Tsuē Kuse ni Shinchō Sugiru (2019)